# Ellen Wangerheim
Ellen Wangerheim (Boo, 1 september 2004) is een Zweeds voetbalspeelster. Ze speelt als aanvaller voor Hammarby IF in de Damallsvenskan.

## Clubcarrière
Voorafgaand aan het seizoen 2020 tekende Wangerheim op vijftienjarige leeftijd haar eerste profcontract bij Hammarby IF. Op 11 juli 2020 maakte ze haar debuut in de Elitettan door in de 64e minuut in te vallen in een met 8-0 gewonnen wedstrijd tegen Sandvikens IF. Wangerheim kwam tot negentien competitiewedstrijden en eindigde met haar club op de tweede plaats, waardoor promotie naar de Damallsvenskan een feit was.
Tijdens haar eerste seizoen in de Damallsvenskan speelde Wangerheim 26 competitiewedstrijden. In het daaropvolgende seizoen maakte ze op 24 april 2024 in een thuiswedstrijd tegen Umeå IK haar eerste doelpunt op het hoogste Zweedse voetbalniveau. Een paar wedstrijden later scheurde Wangerheim haar kruisband, waardoor ze dat seizoen voor een groot deel moest missen.
Na 382 dagen maakte Wangerheim haar rentree in een wedstrijd voor het onder 19 team van Hammarby IF. In het seizoen 2023 wist ze met haar club zowel landskampioen van de Damallsvenskan te worden evenals de Zweedse beker te winnen. In 2025 wist Wangerheim in de eerste vijf officiële wedstrijden maar liefst twaalf keer tot scoren te komen.

## Statistieken
| Seizoen | Club        | Land   | Competitie     | Wedstrijden | Doelpunten |
| ------- | ----------- | ------ | -------------- | ----------- | ---------- |
| 2020    | Hammarby IF | Zweden | Damallsvenskan | 15          | 2          |
| 2021    | Hammarby IF | Zweden | Damallsvenskan | 22          | 0          |
| 2022    | Hammarby IF | Zweden | Damallsvenskan | 8           | 2          |
| 2023    | Hammarby IF | Zweden | Damallsvenskan | 14          | 8          |
| 2024    | Hammarby IF | Zweden | Damallsvenskan | 25          | 13         |
| 2025    | Hammarby IF | Zweden | Damallsvenskan | 3           | 6          |
| Totaal  | Totaal      | Totaal | Totaal         | 87          | 31         |

Laatste update: 17 april 2025

## Interlandcarrière
Wangerheim maakte op 4 april 2025 haar debuut voor het Zweedse nationale team door in de 73ste minuut in te vallen voor Stina Blackstenius van een Nations League wedstrijd tegen Italië.